# Fátima Blázquez
María Fátima Blázquez Lozano (nascida em 14 de maio de 1975) é uma ex-ciclista espanhola.
Representou a Espanha em duas edições dos Jogos Olímpicos (1996 e 2000). Em Atlanta 1996, na prova de estrada, ela terminou na quadragésima posição e em Sydney 2000, também na prova estrada, alcançou o trigésimo quarto lugar, individualmente.